# Elisabeth-Christinen-Grundschule
Die Elisabeth-Christinen-Grundschule (kurz: ECG) ist eine Grundschule in Berlin-Pankow (Ortsteil Niederschönhausen).

## Namensherkunft
Die Elisabeth-Christinen-Grundschule hat ihren Namen von Elisabeth Christine, der Gemahlin von Friedrich II., die lange Zeit im Schloss Schönhausen lebte.

## Geschichte
Die Elisabeth-Christinen-Schule, eine „höhere Lehranstalt für Mädchen“, lag bis zum Ende des Zweiten Weltkriegs in der Kaiser-Wilhelm-Straße (heute Dietzgenstraße) 69.
In der DDR war es die Polytechnische Oberschule „Otto Grotewohl“. Die 18. Oberschule Pankow  hatte den Namen des ehemaligen DDR-Ministerpräsidenten im Jahr 1968 erhalten.

## Lage
Die Schule befand sich an der Lindenberger Straße sowie zum Teil an der Rolandstraße. Sie ist im Februar 2019 in die Buchholzer Straße 3 ins Gebäude der früheren Hans-Fallada-Schule umgezogen.
Das marode, nicht modernen Brandschutzvorschriften genügende Gebäude in Plattenbauweise an der Lindenberger Str. 12 steht leer und soll saniert werden, damit dort eine neue Grundschule einziehen kann. Es musste zum Ende teilweise mit Wachschützern als Brandmelder arbeiten, um den Brandschutz gewährleisten zu können.

## Räumlichkeiten
Die Schule hat im Keller einen Speisesaal, der häufig auch als Aula genutzt wird. In den vier Etagen befinden sich die Klassenräume, die nach Jahrgangsstufen angeordnet sind, sowie Fachräume.

### Außengelände
Das Außengelände erstreckt sich sowohl hinter wie vor dem Schulhaus. Während im hinteren Teil sich ein kleines Hügelgelände zum Spielen befindet, können die Schüler im Übergangsbereich zwischen den beiden Hofteilen im Schulgarten arbeiten. Auf dem Vorderhof befinden sich ein mit Stein gepflasterter Sportplatz sowie mehrere Spielgeräte.

### Sporthalle
Die Sporthalle liegt nicht auf dem Gelände der Grundschule, sondern befindet sich etwa 50 Meter weiter auf dem Gelände der Konrad-Duden-Oberschule.

## Profil
Die Schule ist eine Halbtagsgrundschule, deren beide Eingangsklassen dreizügig sind. In den 5. und 6. Klassen gibt es Profilkurse im musischen, sprachlichen, sportlichen und naturwissenschaftlichen Bereich. Außerdem bestehen Kooperationen mit dem Schloss Schönhausen und der Musikschule Fröhlich.
Die Elisabeth-Christinen-Grundschule hat einen Schwerpunkt bei der Begabtenförderung. Sie nimmt sowohl am Programm Leistung macht Schule des Bundesministeriums für Bildung und Forschung in Zusammenarbeit mit den Ländern teil und setzt auch das in Österreich entwickelte "mBET – multidimensionales Begabungs-Entwicklungs-Tool" ein.